# Rhabdomastix (Rhabdomastix) otagana otagana
Rhabdomastix (Rhabdomastix) otagana otagana is een ondersoort van de tweevleugelige Rhabdomastix (Rhabdomastix) otagana uit de familie steltmuggen (Limoniidae). De ondersoort komt voor in het Australaziatisch gebied.